# フリードリッヒ・フェーヘル
フリードリッヒ・フェーヘル（ドイツ語: Friedrich Feher, 1889年3月16日 - 1950年9月30日）はオーストリアの映画監督、俳優。ウィーン出身。

## 作品
- 盗賊交響楽（1937）
- 酒場の母（1931）
- マタ・ハリ（1927）
- 性の焔（1921）

## 出演作品
- カリガリ博士（1919）